# 여부구
여부구(茹富仇, ?~?)는 발해의 관료이다.

## 생애
발해에서 우루번장(虞婁蕃長) 도독을 지내던 그는 798년에 강왕의 명에 따라 대능신과 함께 당나라에 사신으로 파견되었다.
11월에 당나라는 그에게 우무위장군(右武衛張軍직을 내린 뒤 귀국시켰다.

## 참고 자료
유, 득공 (1784). 《발해고》. 신고(臣考).